# 사부학당

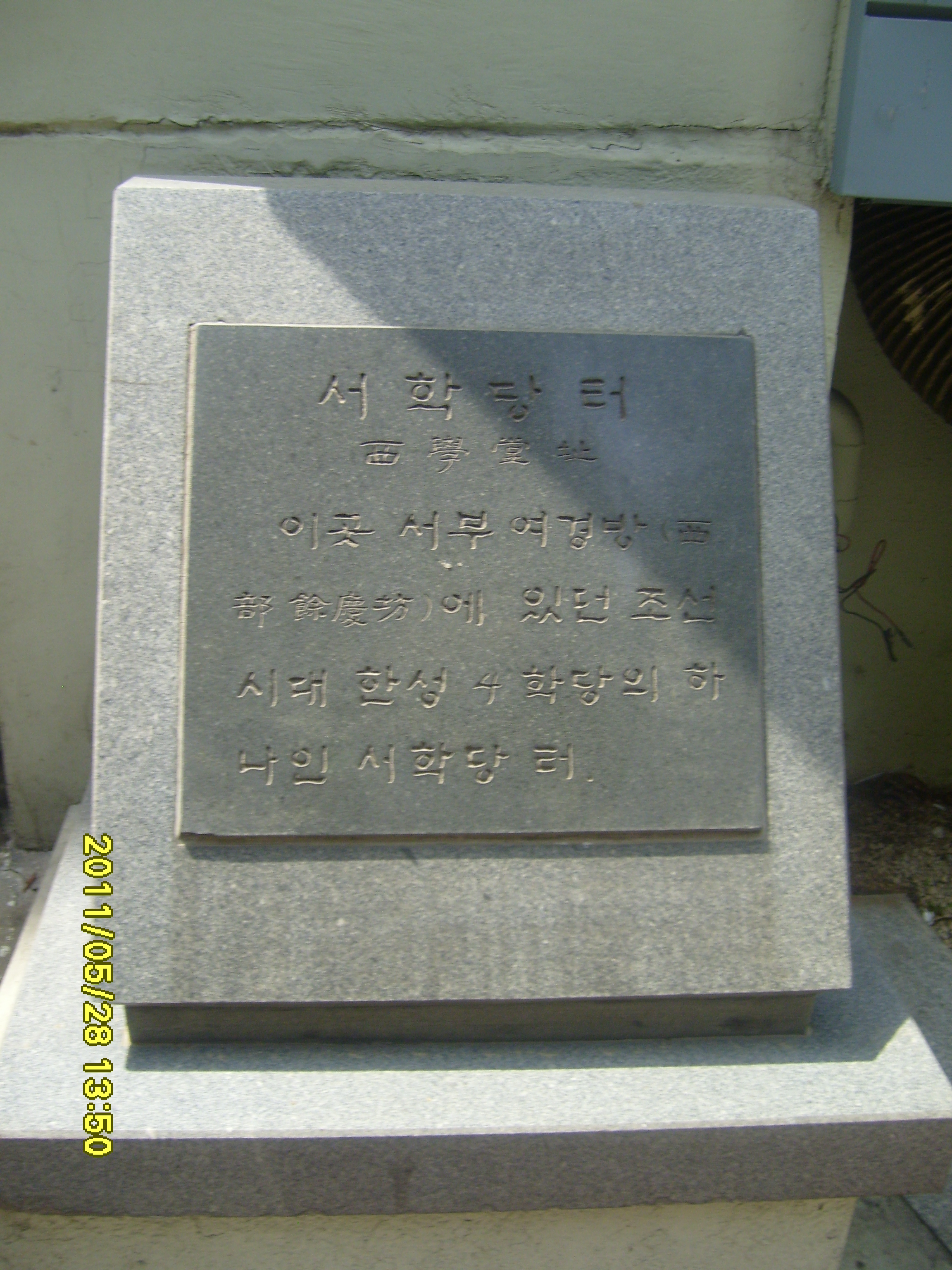
서울특별시 중구 정동에 있는 서학(西學) 터 표석

사학(四學)은 조선시대의 교육 기관으로 중등 정도의 교육기관이다.
사학은 서울의 중앙(中學)·동쪽(東學)·서쪽(西學)·남쪽(南學)에 설치한 성균관의 부속 학교로, 고려의 5부학당·동서학당에 해당한다. 성균관에 비하여 규모가 작고 교육정도가 낮은 점, 문묘를 두지 않은 점을 제외하고는 교육방침·교육내용 및 방법 등에서 성균관과 비슷하였다. 중학교, 고등학교에 해당한다고 볼 수 있을 것이다.
직원은 교수(從六品) 2명, 훈도(正九品) 2명을 두어 교도케 했다. 교수는 경학(經學)에 밝고 덕망이 높은 자로 전임케 하였으며, 양반직에 있는 관리 중에서 교수를 겸하게 하기도 하였는데, 정원은 100명이다. 양반·서민의 자제 중에서 우수한 자를 뽑아 진사나 생원과에 응시할 준비교육을 시켰고, 반 편성은 5반으로 나누어 각 반에 20명씩 배치한 뒤 10일간 거학(居學)하는 방법을 취하였다.
사학의 교육내용·학과목·교수법 및 훈육 등은 성균관과 비슷하였으며, 다만 평가에 있어서 매일 학생들이 읽은 글을 강(講) 받아 그 성적을 정하였다. 또 각 학교에서 우수한 유생 20명을 뽑아 남학(南學)에 모아놓고, 예조에서 강론과 제술(製述)로써 시험한다. 이 결과로 10명을 뽑아 생진 복시(生進覆試)의 응시자격을 주었다.
그러나 사학은 제도적으로는 체제를 갖추었으나 학생의 정원 미달, 재정의 빈곤, 운영의 불합리, 직원의 부족 등으로 인해 크게 발전을 못보다가, 1894년(고종 31년)의 갑오개혁(甲午更張)을 계기로 폐지되고 말았다.

## 북부학당의 존재 여부 논란
태종 때부터 북부학당(北部學堂)은 여러 차례 설치하려고 하였으나 끝내 설치를 보지 못하고, 1445~6년(세종 27~28년)경에 폐지되어 4부 학당만이 존속하였다는 것이 통설이다. 그래서 보통 이를 4학(四學)이라고도 한다.
1661년(현종 2년)에 다시 북부학당을 설치하려 하였으나 흉년이 들어 완성하지 못하였다.
임권의 묘갈명에 의하면 임권의 생애 초반(1500년 전후)에도 북부학당이 존속했다 한다. 소세양은 소년시절 북부학당에서 임권과 임추 형제를 만나 교류하다가 오랜 친구가 되었다는 것이다.

## 같이 보기
- 성균관
- 학당
- 성리학